# Mustjõe
Mustjõe – wieś w Estonii, w prowincji Harjumaa, w gminie Anija. Zamieszkana przez 28 osób (stan na 31.12.2013).
We wsi znajduje się przystanek kolejowy Mustjõe na linii Tallinn – Narwa.